# Hvězdná brána (film)
Hvězdná brána (v anglickém originále Stargate) je sci-fi film v produkci USA a Francie, který natočil v roce 1994 Roland Emmerich. Autory scénáře jsou Roland Emmerich a Dean Devlin. Světová premiéra filmu proběhla 28. října 1994. Film vydělal první týden v amerických kinech 16 651 018 $. Po velkém úspěchu filmu byl natočen i navazující seriál Hvězdná brána, který se rozvinul do multimediální série. Stopáž filmu činí 121 minut.

## Obsazení
| Kurt Russell    | Jack O'Neil           |
| James Spader    | Daniel Jackson        |
| Viveca Lindfors | Catherine Langfordová |
| Mili Avital     | Sha'uri               |
| Leon Rippy      | Generál West          |
| John Diehl      | Poručík Kawalsky      |
| Erick Avari     | Kasuf                 |
| French Stewart  | Poručík Ferretti      |
| Jaye Davidson   | Ra                    |

## Děj filmu
Film začíná v roce 1928, kdy profesor Langford objevuje obrovský kamenný náhrobek v písčinách Gízy v Egyptě. Objekt je pokrytý neznámými symboly a pod ním je ukryto neznámé zařízení. Artefakty byly převezeny do USA a Vojenské letectvo se za pomoci vědců snaží rozluštit symboly.
V devadesátých letech, Langfordova dcera Catherine nabízí egyptologovi a lingvistovi Danielu Jacksonovi, šanci na přeložení starověkých egyptských hieroglyfů, které mohou prokázat jeho kontroverzní teorii, že pyramidy jsou přistávací plochy pro kosmické lodi. Jackson úkol přijímá a cestuje na základnu vojenského letectva uvnitř Creek Mountain v Coloradu.
Jackson překládá hieroglyfy (viz níže) na kamenném náhrobku, který čte: Milion let je Ra, bůh slunce, zapečetěn a pohřben na věčné časy i jeho Hvězdná brána. Bývalý člen zvláštních jednotek, plukovník Jack O'Neil, přijíždí převzít velení nad projektem a deklaruje, že projekt je tajný.
Jacksona napadne, že symboly jsou souhvězdí, které jsou souřadnicemi pro místo ve vesmíru. Pořadí se vloží do Hvězdné brány, která vytvoří červí díru do určeného místa. Langfordová dává Jacksonovi medailon "oko Ra", který původně našla jako dítě při objevení brány v Egyptě. Potom O'Neil vede tým skrze Hvězdnou bránu. Objeví se na cizí planetě uvnitř pyramidy uprostřed obrovských dun. Jackson zjistí, že nemohou vytočit adresu Země, protože souřadnice Hvězdné brány pro cestu zpět na Zemi zde chybějí.
Někteří členové týmu zůstanou v pyramidě zatímco Jackson, O'Neil a další jdou ven a objeví vesnici obývanou lidmi, kteří když uvidí Jacksonův medailon, předpokládají, že jsou bohové posláni Raem. Jackson si uvědomí, že lidé mluví starověkým egyptským dialektem a začíná s nimi komunikovat. Zjišťuje, že psaní je těmto lidem zakázáno. Tým navazuje přátelství s lidmi: O'Neil se Skaarou, Kawalsky a Brown se Skaarovými přáteli a Jackson neúmyslně začíná nadějný vztah se Sha'uri, dcerou vůdce.
Jackson zjistí, že Sha'uri má nějakou zkušenost se psaním symbolů a naznačuje jí, že chce vidět více znaků. S její pomocí opouští město a jdou do skrytých katakomb. Z hieroglyfů napsaných na zdech zjistí, že egyptský bůh Ra byl ve skutečnosti nějakou cizí životní formou, která opustila svůj umírající svět hledat lék na svou vlastní smrtelnost a nakonec dospěla na Zemi, kde se "zmocnila" těla jednoho lidského mladíka jako parazit a zotročila lidi se svou pokročilou technologií. Zatímco tito lidé se posléze vzbouřili a pohřbili Hvězdnou bránu, tisíce ostatních byli odvedeni na další planety skrze Hvězdnou bránu a využívání jako otroci pro těžbu minerálu, na kterém je založena veškerá Raova technologie. Ra se bojí dalšího povstání na této planetě a zakazuje lidem čtení a psaní. Na tomto místě nalézá Jackson kartuši, která obsahuje symboly potřebné k cestě zpět na Zemi, ale sedmý symbol je nečitelný.
O'Neil přikazuje týmu vrátit se do pyramidy. Zanedlouho sestoupí nad pyramidu obrovské kosmické plavidlo ve tvaru pyramidy. Všichni členové týmu v pyramidě jsou buď zabiti nebo transportováni do pyramidového plavidla transportními kruhy. O'Neil a Jackson jsou přivedeni strážemi do místnosti, kde se setkávají s Raem. Raovy stráže nosí hrůzostrašné brnění ve tvaru Anubise a Horuse. Ukáže se však, že stráže jsou lidé. Každý strážný má na svém zápěstí modré ozdobené tlačítko, které po stisknutí stáhne kovové boží masky do límců jejich brnění. Ra deaktivuje svou masku a ukáže se, že je lidský mladík, ale jeho bílé očí často žhnou.
Ra odhalí svůj záměr poslat na Zemi atomovou bombu přinesenou O'Neilem, která měla být použita ke zničení Hvězdné brány, aby se předešlo invazi na Zemi, jestliže bude objevena hrozba. Destruktivní síla bomby je nyní je 100x větší, protože Ra k bombě přidal minerál. O'Neil se pokusí o zneškodnění stráží a zabití Raa, ale slituje se když Ra použije své děti "dvořany" jako lidské štíty. O'Neil je uvězněn s dalšími zajatými členy týmu, zatímco Jackson je regenerován v zařízení ve tvaru sarkofágu. Ra hrozí, že zabije Jacksona a každého, kdo ho viděl, pokud Jackson nezabije zbytek týmu, aby ukázal vesničanům, že Ra je jejich jediný opravdový bůh.
Jakmile Ra shromáždí místní lidi před pyramidou, několik mladých vesničanů dává znamení Jacksonovi, že mají s sebou pozemské zbraně. Jackson, kterému je předávána tyčová zbraň na popravu, se rychle otočí a střílí na Raa. Vesničané zaútočí a osvobodí O'Neila, Jacksona a zbytek týmu. Všichni se ukryjí v jeskyni.
Druhý den ráno, když Skaara kreslí obraz lidového vítězství nad Raem, si Jackson uvědomí, že část této kresby zobrazuje sedmý symbol potřebný k aktivaci Hvězdné brány: "tři měsíce nad pyramidou". O'Neil a vesničtí mladíci přestrojení za otroky, náhle přemohou a zabijí jejich dozorce a stáhnou mu boží masku, aby přesvědčili místní obyvatele že jejich "bohové" jsou pouze smrtelníci a s jejich pomocí se O'Neil, Jackson a zbývající členové týmu vrátí zpět k Hvězdné bráně doufajíce, že O'Neil deaktivuje bombu.
Ra mezitím popravuje jednoho ze svých stráží za selhání. Když místní obyvatelé zahájí otevřené povstání proti Raovi, Ra se rozhodne ustoupit a připravuje svou loď ke startu. Sha'uri je zabita v bitvě, ale Jackson použije mechanismus na zápěstí jednoho ze zabitých strážných, aktivuje transportér a křísí Sha'uri v Raově sarkofágu.
Ra mezitím nařizuje poslat bombu na Zemi. Jeho hlavní strážný se nabídne, že to udělá sám, aktivuje transportní kruhy, sestoupí k Hvězdné bráně, avšak narazí na O'Neila.
Mezitím na lodi Jackson bere Sha'uri, která je v bezvědomí, k místu s transportními kruhy a tak tak se mu podaří uniknout popravě od Ra, když O'Neil přemůže hlavního strážného, kterého drží u země na místě transportních kruhů, současně aktivuje ovládací mechanismus strážného a transportuje tak hlavu strážného na loď a Jacksona se Sha'uri k Hvězdné bráně.
Raovo plavidlo stoupá nad pyramidu. O'Neil stále není schopen deaktivovat bombu, proto jí dopraví po mocí transportních kruhů na Raovu loď, která je již na oběžné dráze. Bomba exploduje a zničí Raa a jeho loď. Jackson se rozhodne zůstat na planetě se Sha'uri, zatímco O'Neil se zbytkem týmu vstupují do Hvězdné brány a vrací se na Zem.

## Hieroglyfy
| r · n · p | rnp | t · Z1 · Z1 · Z1 | I8 · V20 | r · q | b | H | w | W15 | N1 · N25 | p | w | r · a | C1 | m | i | t · n | N8 |

| r · n · p | rnp | t · Z1 · Z1 · Z1 | I8 · V20 | r · q | b | H | w | W15 | N1 · N25 | p | w | r · a | C1 | m | i | t · n | N8 |

| m | x | m | t | S20 | Aa18 | n · f | q · r | s | T19 | A24 | Q6 · A55 | f · n | D&t | tA · r | G21 | H | H | ra · N23 |

| m | x | m | t | S20 | Aa18 | n · f | q · r | s | T19 | A24 | Q6 · A55 | f · n | D&t | tA · r | G21 | H | H | ra · N23 |

| s | sbA | b | O32 | n · Z1 · Z1 · Z1 | s | b | A | sbA · ra | Z1 · Z1 · Z1 · f |

| s | sbA | b | O32 | n · Z1 · Z1 · Z1 | s | b | A | sbA · ra | Z1 · Z1 · Z1 · f |